# Шопино (Белгородская область)
Шопино — село в Яковлевском районе Белгородской области, бывший волостной центр Белгородского уезда. Входит в состав Терновского сельского поселения (с 1954 года). Население 373 жителя (2009). Рядом с селом имеется одноименный остановочный пункт железной дороги.
Первые упоминания относятся к XVII веку. В XIX веке слободой владели Шереметевы. В 1865 году в селе появилась школа. 
В 1884 году в слободе Шопино проживало 2202 жителя, в 1890 — 2900. Летом 1926 года в с. Шопино появилась сельхозартель «Смело к труду». 
Главной достопримечательностью села является православная церковь Покрова Пресвятой Богородицы (1817, классицизм), которая была частично разрушена артиллерийский огнем 6 июля 1943 года и восстановлена в 1998 году и освящена в 1999 году. В районе церкви из под меловой горы вытекает целебный источник «Криница», наполняющий небольшой незамерзающий пруд на реке Липовый Донец.